# Coamo
 (indiquez la date de pose grâce au paramètre date).
 (juillet 2014).
Le contenu est difficilement compréhensible vu les erreurs de traduction, qui sont peut-être dues à l'utilisation d'un logiciel de traduction automatique.
La municipalité de Coamo, sur l'ile de Porto Rico (Code International : PR.CO) couvre une superficie de 202 km2 et regroupe 34 668 habitants en 2020.

## Bref historique

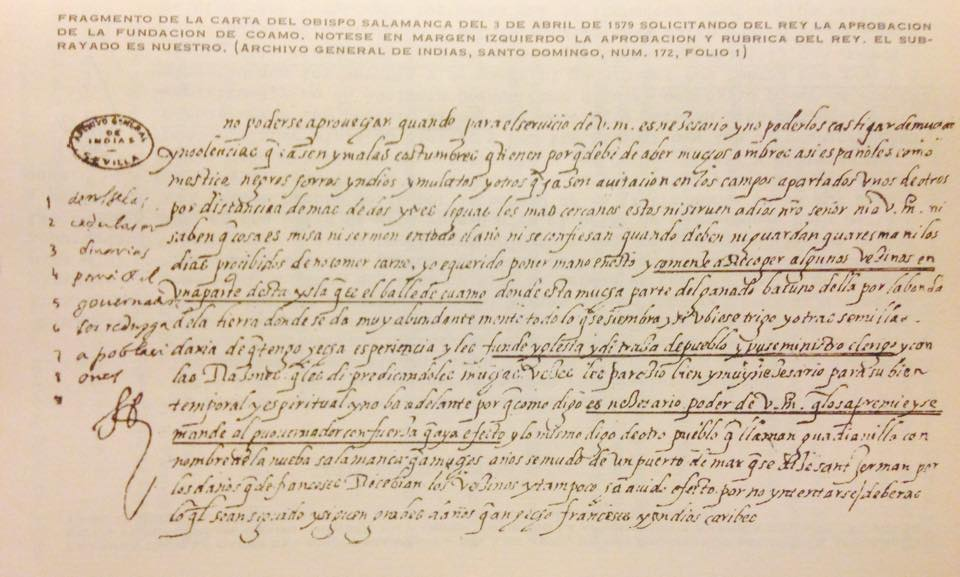
Fragment de la lettre de l'évêque de Salamanque du 3 avril 1579 demandant l'approbation de la fondation de Coamo.

Coamo a été fondée le 15 juillet 1579 sous le patronage de San Blas et San Blas Illescas de Coamo et avec la collaboration des évêques et du marché Salamanca. L'île était presque une forêt. La ville de Coamo était située au nord de là où auparavant il y avait un grand village indien, qui était situé là où la rue se trouve maintenant à Buenos Aires, qui se trouve sur les rives de la Coamo Rio et dans les limites de la ville. Son étendue était de la rivière à l'Guayama Rio Jacaguas.
À l'initiative du gouverneur Estenós Ramirez, en 1756, a été ensemencé première Puerto Rico café. En 1962, il a fondé l'église d'Altagracia. Plus tard, en 1685, il fonde le Valvanera Église. Il a déclenché une épidémie de choléra et fait des promesses à la Vierge de Valvanera à paralyser la maladie. Le télégraphe a atteint Coamo en 1870. En 1879, un terrible incendie détruit la salle de la maison avec tous les documents. En 1898 a eu lieu l'une des plus importantes batailles de la guerre hispano-américaine à l'endroit connu aujourd'hui par Bo. Falls. En 1908, quand il était maire, Don Manuel Betances a créé le système d'aqueducs pour donner accès à l’eau potable pour la population. En 1920, l'électricité a commencé et a établi une centrale électrique au service de la municipalité.

## XVIesiècle
Grossesse et accouchement dans le village
Villages existants
La fondation de la future ville de San Blas est intéressante et colorée. Il pour 1515, et la guerre de Ponce de Leon avec les Indiens, n'existait que dans Puerto Rico les villes de Caparra (San Juan) et de Saint-Germain. Ils sont situés sur la côte, ses habitants, en particulier ceux de Saint-Germain, ont été constamment harcelés par les Indiens Caraïbes, les pirates et boucaniers. Pour surmonter ce problème, beaucoup d'entre eux ont commencé à migrer île à la recherche de terres fertiles à l'intérieur et de la plus grande sécurité. Ils se sont installés principalement sur les rives de la Coamo Rio, dans la vallée de ce nom. Dans les années 1570, il y avait un groupe important de personnes, ce qui a conduit au marché évêques de Salamanque et de gérer la fondation officielle de la ville.
À cette époque, l'île a été divisée en deux parties : le Parti de Puerto Rico (ou de la capitale) et le Parti de San Germán. La rivière Camuy, qui se jette dans la côte nord et la Jacaguas Rio, sur la côte sud, l'île divisée en deux parties presque égales. À l'est d'entre eux était le parti de la Capitale et à l'ouest de San Germán.

## Église de la Fondation
Le 6 avril 1579, Salamanque évêque a envoyé une lettre au roi Philippe II, lui notifiant qu'il avait fondé l'église dans la vallée de Coamo, qu'il y avait un noyau important de personnes dans le voisinage de cette situation et que, par conséquent, demandé l'approbation royale pour la fondation de la ville.

## Coamo Fondation
Le 15 juillet 1579, le roi a approuvé le décret fondateur marginal officiel enregistré dans la lettre même de l'évêque de Salamanque demande, autorisant la création par mandat ordinaire des habitants de San Blas Illescas de.
Le territoire attribué à Coamo a été séparé du Parti de la capitale. Il s'étendait de la Jacaguas Rio, à l'ouest de la rivière Guamaní, à l'est. Pour le nord en bordure sur le bord de la Cordillère centrale, y compris une partie de Comerio, et au sud par la mer des Caraïbes.

## Fondateur et patron
Le saint patron a adopté ce qui était, et est toujours, San Blas de Illescas. Le nom de "San Blas" se réfère à la sainte de ce nom, et "Illescas" se réfère à la ville d'Illescas, où les principaux fondateurs étaient de la ville de Coamo. Illescas trouve dans la province de Tolède, la plaine castillane, très près de la ville de Madrid.
Le nom de San Ildefonso Illescas qui avaient acquis des terres dans la vallée de Coamo, et la ségrégation même et a fait don 128 chaîne à localiser la zone urbaine de la ville, en 1579. Ces terres sont maintenant le Barrio San Ildefonso, en face de la ville.

## Habitation
Les colons vivaient dans des huttes dispersées et de paille, feuilles de palmier et de style bois rond ou rustique des Indiens Taino. Ils dormaient sur des lits ou hamacs et sa maison était surtout des plats faits à partir de la coque de la gourde, le style Taino. Le pot de terre et les trois traditionnelles pierres étaient les ustensiles utilisés dans la cuisine pour la préparation des repas.

## L'économie de Coamo
À cette époque, la population était concentrée dans le semicosta de Coamo, en évitant la zone de haute et de l'exubérance de la forêt et sa topographie accidentée. Éludé la côte, de peur de les Caraïbes et les pirates. Coamo l'agriculture a été limité aux bovins et les fruits de subsistance ou de petits fruits, comme nous les appelons aujourd'hui.
À l'époque de la fondation de Coamo, la seule ressource importante était l'agriculture. Elle était, avant tout, une agriculture de subsistance. Devait produire à manger, et non planté beaucoup plus qu'ils n'en avaient besoin parce qu'ils ne pouvaient pas commercialiser le surplus de fruit. Ne pas oublier que l'île de Porto Rico était presque une forêt, sans routes, et que, en plus de Coamo, il n'y avait que Saint-Germain et la Ville de la capitale.
Le plus "dramatique" des progrès dans la science de l'agriculture au cours du XVIe siècle à Porto Rico, il a été l'aide de la machette pour couper, la hache pour couper les arbres et la houe ou pioche pour le désherbage ou labourer le sol.
Les principaux produits agricoles dans Coamo alors qu'ils étaient : des bovins, des peaux, le gingembre et les fruits. Le manioc, le maïs, les fruits, les bananes, ignames, arachides, patates douces, le taro, les lerenes et d'autres cultures mineures étaient d'assurance-vie pour la subsistance des habitants. Porcs élevés et le bétail étaient en extrême abondance dans les régions semi-sauvage et étaient la principale source de protéines dans l'alimentation des habitants. Ils ont également eu des poulets et des pintades avec leurs produits correspondants. Une autre source d'énergie ont été les produits de la chasse et la pêche, à la fois dans la forêt, en mer et dans la rivière, qui abondaient.
Beaucoup de denrées alimentaires comme le maïs, le manioc et les patates douces a hérité de la espagnole les Indiens, comme la façon de cultiver et de les préparer pour la table. Porcs et de bovins de forêt chassés pour la viande fournie. Ceux-ci avaient été introduits par les Espagnols eux-mêmes au début du siècle. Bien sûr, certains de ces animaux domestiques étaient des colons sur leurs fermes pour une utilisation plus facile. Parmi ceux-ci a été le lait de vache laitière leur a fourni combien il était essentiel d'élever des enfants et de manger des bananes, patates douces, ignames et des terres un autre féculent qui leur a donné généreusement.
De toute évidence, le manioc, le maïs, la banane, le lait et la viande étaient les principaux aliments dans cette région et autour de Puerto Rico pour la période.

## Gouverneur
Le gouverneur, Don Juan Melgarejo, dans son fameux message au roi, en 1582, a confirmé l'existence de la ville de Coamo, qui avait déjà son maire nommé, en plus de son aumônerie.

## Missionnaires
Dans l'année 1597 est arrivé à missionnaires jésuites Coamo Spinola Carlos et Jérôme de Angelis, qui a fait la description de la ville pour se rendre compte que l'église a été construite en rondins ou rugueuses, de roseaux et de palmiers, comme les autres maisons de la population. Le pays était alors presque toute une forêt, pas de routes. En plus de Coamo, nous le répétons, il n'y avait que les villes de Saint-Germain et de la Ville de la capitale.
Le XVIe siècle était donc tout d'abord, le siècle de la gestation et la mise en place d'Coamo. Il a été le siècle de privations et de la lutte courageuse pour la survie.
Synthèse de l'Histoire

## Fait partie de: Ramon Rivera Bermudez
À partir de 1512, les attaques continues de pirates Caraïbes et au large de la côte de San allemand et caparra ont contribué à répandre sur de nombreux colons à l'intérieur de l'île à la recherche de la sécurité. Coamo vallée de la rivière est devenue le lieu de prédilection pour que la migration. En l'an 1570 il y avait plus de 30 familles établies.
- 1572 - L'évêque de marché fait les premiers pas au roi Philippe II en faveur de la fondation de Coamo.
- 1579 - Le 6 avril Salamanque évêque demanda au roi, la fondation de Coamo.
- 1579 - Le 15 juillet, le roi Philippe II a approuvé la fondation de Coamo.
- 1622 - Fondation de la Chapelle de la Grâce, dans un endroit appelé The Hill.
- 1661 - Ouverture de la première étape de la construction de l'église paroissiale.
- 1685 - Fondation dé la chapelle de Notre-Dame de Valvanera. Grave épidémie de choléra et les résidents supplient la Vierge de l'arrêter, en promettant d'ériger un sanctuaire si cela se produisait. C'est ce qui s'est passé.
- 1755 - le café a été planté dans Coamo, pour la première fois à Porto Rico.
- 1788 - acquiert Coamo catégorie de Villa, a jugé les gens de Ponce, Guayama et Cayey.
- 1843 - Coamo perd le leadership et est affecté au district de Ponce.
- 1847 - Début des opérations spa. Les Thermes de Coamo.
- 1898 - a été mis en scène l'une des batailles les plus importantes de la guerre hispano-américaine sur le site maintenant connu sous le nom de Niagara.
- 1905 - Ouverture du système téléphonique dans Coamo.
- 1908 - Premier réseau d'aqueduc dans Coamo, (Don Manuel Betances, maire), l'eau potable au domicile des gens.
- 1920 - Don Celestino Caratini définit le système d'alimentation dans la ville de Coamo.
- 1926 - Ouverture de l'école publique Coamo, l'héritage de Don Florencio Santiago.
- 1928 - Le passage de l'ouragan San Felipe, car les ruines et détruit l'industrie.
- 1954 - Agricultural Coamo Fair - Il fut un grand événement.
- 1955 - L'industrie dépassé l'agriculture de l'importance économique et commence le déclin de ce en Coamo et à Porto Rico.
- 1963 - Naissance du Marathon de San Blas, parrainé par la Fraternité Delta Phi Delta.

Coamo 1979 Cuatricentenario célèbre glorieusement sa fondation.
Fait partie de: Norma Cartagena de Olivieri
- 1989 - Coamo État reçoit le deuxième prix de la qualité de vie.
- 1990 - Premier Prix de la qualité choisie Coamo de vie dans Puerto Rico.
- 1990 - Le nombre officiel d'habitants de Coamo est 33 837.
- 1990 - construit et inauguré la piste d'athlétisme et Osvaldo Rivera Osvaldo Soie Festival Centre.
- 1991 - Inauguration de la première phase de restauration et de rénovation de la Plaza Luis Muñoz Rivera.
- 1991 - Lance l'opération de la Famille Centre de Santé le Dr Talavera Damaso.
- 1991 - s'ouvre dans les statistiques de l'état civil, le système informatisé qui permet d'obtenir des documents en Coamo.
- 1991 - Bobby capot s'ouvre salle du musée honorant un coameño destiné à planter le drapeau portoricain musique dans le monde.
- 1992 - Lance le transit à travers la porte d'entrée de Santa Ana
- 1992 - création de nouvelles installations dans le Centre d'évaluation et de thérapie pour les enfants et les jeunes handicapés. Commencé en 1990.
- 1992 - Démarre le service médical à la clinique créée pour desservir les résidents des quartiers les altises.
- 1992 - Inauguration de l'avenue Luis Muñoz Marín moderne.
- 1992 - L'honorable maire Carlos Luis Torres Santiago, reçoit un prix national pour les OFFICIEL PUBLIC DE L'ANNÉE pour sa grande contribution aux programmes de réadaptation pour les personnes handicapées.
- 1992 - Rosendito Rivera remporte trois médailles d'or pour Porto Rico, au Mexique.
- 1993 - La construction du Terminal Car publique dédiée aux conducteurs coameños avec un excellent service au public ont contribué au progrès de notre peuple.

Troisième partie de: Ileana Febus
- (2002 - 2003) - a été construit et ouvert en Boardwalk Pico Cerro construction et d'atteindre le sommet de la colline faisant un point de vue pour les touristes et les visiteurs.
- 2003 - Dans le cadre des activités de l'anniversaire 424 est ouvert Dr Veve, rue North Street avec le nom de Bobby Capo.
- (2003 - 2005) - Nous commençons le remodelage de la place publique Luis Muñoz Rivera et re-inauguré en 2005.
- (2003 - 2005) - Vous commencez le remodelage de l'hôtel de ville le terminer en 2005 lors d'une nouvelle inaugurée à nouveau.
- (2003 - 2005) - Elle se termine la première phase de la zone urbaine Buried.
- (2003 - 2005) - Les travaux de construction terminés siège de la police Place du Marché et municipales.
- (2003 - 2005) - est terminé le remodelage de la construction du Musée historique de Coamo donnant le nom de Ramon Rivera historique Bermudez Musée.
- 2004 - Dans le cadre des activités de l'anniversaire de 425 a été inauguré le Dr Veve, rue South Street sous le nom de Willie Rosario.
- 2004 - ré-inauguré le Piel Canela Boulevard, après le remodelage et kiosques ont été ouverts.
- 2004 - Ouverture du sud de contournement à Bo. Pasto (Santa Ana - San Diego).
- 2004 - Ouverture du canal de dérivation de San Ildefonso secteur Barrios (Las Flores) à Quartier Cuyón secteur (Pumpkins).
- 2004 - Inauguration et donné le nom officiel de Entraînement sportif R. Center Bernier Elfrén Santiago.
- (2004 - 2005) - L'Assemblée législative municipale donne le nom de Lookout Hill Monument au drapeau portoricain vertu de la résolution no 35.
- 2005 - Inauguration du stade Arthur Norat situé sur la place publique Luis Rivera Muñoz.
- 2005 - L'Assemblée législative municipale donne le nom de Lookout Hill Monument au drapeau portoricain vertu de la résolution no 35.
- 2006 - Après plusieurs années, les Saints Patrons revenir à la Rivera Plaza Luis Muñoz et seulement trois (3) jours d'activités.
- 2006 - Inauguration de la technologie, "sans fil" publique Plaza Luis Muñoz Rivera.
- 2006 - Mort de l'ancien maire de Zayas Coamo Norat Ramon.
- 2007 - remporte le 4e programme. Édition Fama jeune coameño Juan Velez.
- 2007 - La municipalité de Coamo prendre l'administration publique résidentiel de Las Palmas.
- 2007 - Début de la rénovation de Hot Springs, les espaces publics à un coût de 2,3 millions de dollars.
- 2007 - Pose de la première pierre pour la construction de Coamo Convention Center.
- 2008 - Inauguration des maisons dans des régions touristiques où ils sont nés Willie Rosario (Betances Calle) et Bobby Hood (rue
- Baldorioty).
- 2009 - Inauguration du service "voie traditionnelle" Trolley pour les gens.

## Géographie
Coamo est situé dans la région du Sud-Est de l'île, au nord de Santa Isabel, au sud de Orocovis et Barranquitas, à l'est de Villalba et Juana Diaz, à l'ouest de Aibonito et Salinas.

## Tourisme
- Public Square: une des plus vieilles places de Puerto Rico et considérée par beaucoup comme la plus belle. Au centre se trouve la paroisse, également décrite comme la plus belle et la mieux structurée dans l'île.
- Hôtel Los Baños de Coamo : cette célèbre station thermale d'eau chaude sulfureuse est situé à six miles au sud-sud-ouest de la ville de Coamo sur la bordure orientale de la rivière de ce nom. Il est le seul de son genre à Puerto Rico.
- Cerro Mirador Pico -[1],[2]
- Rica Drapeau de mémorial du Mirador Cerro Puerto : Le point de vue de Cerro Pico domine la vallée de Coamo. Pendant les coameños Taino précolombiennes, puis les colons espagnols de cette colline ennemis espionnage pourraient atteindre Coamo par la mer des Caraïbes. C'est au nord-est de la ville sur la route 155 à son tour d'entrer à gauche au km 1,1.

En 2002, la structure a monté sur le sommet de la colline il y avait une Mirador réglage pour le plaisir de nos visiteurs. Il est la Sainte-Croix et le drapeau.

## Hot Springs
Cette station balnéaire populaire d'eau chaude sulfureuse est située à six miles au sud-sud-ouest de la ville de Coamo sur la bordure orientale de la rivière de ce nom. Elle est le seul de son genre à Puerto Rico.
La légende dit que ces ressorts sont la fontaine de la jeunesse Don Juan Ponce de León demandée. Selon cette même légende, les Indiens Portoricains disent ce que la source "était bien à l'ouest", pour lequel il a navigué à l'étranger à la recherche. Ainsi découvert par hasard en Floride, où il a finalement rencontré sa mort ne suspecte la fontaine de jouvence qui avait demandé «l'Ouest», mais dans sa bien-aimée Puerto Rico.
Puis, pendant plus de trois siècles, ce lieu privilégié est resté dans sa forme naturelle utilisée par les Indiens, créole et espagnol. En raison de la renommée de l'île ont été acquis dans les pouvoirs de guérison des eaux de ces sources et aussi pour accroître la population de l'île, il était évident que la construction d'un spa pourrait dûment être une entreprise rentable.
C'est ainsi que, de retour en 1847, Andres G. Luhring, une ville Ponce visionnaire, construit les premiers bâtiments, assez primitifs par la manière, qui était le prélude à la célèbre station balnéaire. Il s'agissait d'une «maison sur son front" pour les clients d'hébergement, il est logique de supposer en bois et sur le même site où le bâtiment de maçonnerie et bois de pays que tout le monde savait peu plus tard a été construit avant 1958 . Vous baignés de "fouilles" ou piscines, couverte par un stand qui leur a donné la vie privée en raison de profiter des bains.

## San Blas Marathon
M. Andrew G. Luhring pas suffisamment de capital pour maintenir et améliorer leur entreprise en faisant passer le même à plus puissant et entreprenants pour obtenir M. José Usera un coameño, qui y construit en 1857 mains, le bâtiment qui a continué jusqu'à ce jour et qui a été récemment détruit.
Don Julio Vizcarrondo, se référant à la station nouvellement construit, a déclaré en 1863:
"... Cette source d'eau minérale a été utilisé pour la création d'un établissement de bains de tels effets merveilleux qui y vont constamment malade à l'intérieur et à l'extérieur de l'île pour retrouver la santé. Leur propriétaire actuel, Don José Usera, montez-la d'une manière qui met à égalité avec le meilleur de sa catégorie ».
Sa vie est déjà une légende. Depuis près d'un siècle après sa construction de l'hôtel a gardé le Thermes de Coamo une haute réputation dans le pays pour son excellence en tant que lieu de passer du temps.
Rien de plus invitant à la romance ou reposer votre douce et calme, la beauté de sa végétation luxuriante et une faune variée et toujours présent, qui ont tous été, et reste, un baume pour l'esprit tendu et fatigué.
Ses eaux curatives, une excellente cuisine internationale, son ambiance sobre et élégant et des installations récréatives de lui le favori des gars jeunes et vieux hôtel, dont de nombreux étrangers ont fait. Il était, d'ailleurs, je préférais l'endroit idyllique pour les jeunes mariés de passer leur lune de miel. Pour autant, le Spa Thermes de Coamo est devenu le rendez-vous des gens intelligents de Puerto Rico, n'ayant pas de rivaux pour cette longue période de temps.
Où émanant sources chaudes de soufre spa? Des études menées par différents géologues ont conclu que dans la zone où se trouve cette station était une fois un volcan, à mourir, a laissé dans les profondeurs de la terre des roches chaudes (Magma), une température élevée. Pour les fissures ou défauts qui existent dans la jupe Coamo rivière, qui passe par là, et l'eau filtrée vers ces roches. Il subit certaines réactions physiques et chimiques, puis revient à la surface comme de l'eau de soufre des sources chaudes.
Mais revenons à la spa récemment rénové. Ce bâtiment résolument moderne et se compose de quatre bâtiments pour les invités, une pour manger et une pour l'administration. Ils sont situés autour de la célèbre vieil arbre Saman, maintenant plus belle que jamais, les hôtels anciens clients connaissaient et admiraient il y a 50 ou 60 ans. Les bâtiments voyageurs sont inhabituelles en ce que leur architecture, bien que moderne, ressemble le style «ranch» des anciens plantations de café Puerto Rico.
Construit il y avait aussi deux piscines modernes dont l'une est alimentée par des sources d'eau minérale chaude. L'auberge dispose d'une capacité de 48 chambres, presque le double de l'ancien hôtel. En construisant, il a cherché à préserver, autant que possible, tandis que la végétation exotique typique était l'une de ses principales attractions.
Le San Blas Marathon a lieu chaque année dans notre ville de Coamo, Puerto Rico, est considéré comme l'un des événements les plus importants de fond du monde. La course a commencé en 1963 comme un événement-bord, mais pas avant les années 1970, lorsque les États-Unis et le monde commence épreuves sur route de la fièvre.
Pour être entrepris à une distance intermédiaire entre la course la plus longue de la piste (10 000 mètres) et le marathon classique (42,195 km), peut rivaliser avec les meilleurs coureurs de chaque dans le monde dans les deux catégories. Depuis sa création a réussi à inviter un grand nombre de meilleurs coureurs venant d'aussi loin que l'Australie, l'Éthiopie, le Japon, l'Union soviétique, la Chine nationaliste, etc. De même les courtiers en visite aux États-Unis, le Mexique, la Colombie, le Brésil, la Tanzanie, le Costa Rica, le Kenya, la Belgique, le Venezuela, le Canada et d'autres.
La mobilisation de milliers de personnes qui séjournent dans des maisons de jours avant la campagne; ceux qui sont témoins de la course, la création d'un excellent environnement pour la présentation des promotions, des messages publicitaires.
Sur la qualité et la compétitivité de ses producteurs de télévision de renommée mondiale "Elite Racing", sélectionnez le semi-marathon de San Blas à apparaître dans "la course sur route du mois" programme par ESPN. Ce programme est considéré aux États-Unis, Puerto Rico et d'autres pays dans des dizaines de millions de ménages.

## Musée historique
L'origine du Musée historique de Coamo émergé Mme Eufrosia Cianchini qui avant de mourir voulait faire don de sa maison à la ville pour le moment c'était un musée, parce qu'elle était une femme qui aimait les gens et les gens aimée. Dans le courant de 1975 à 1976 a fondé le Musée historique de Coamo. Cela a été achetée par Francisco honorable maire Horacio Ortiz.
Le bâtiment a été acheté en 1976 par la municipalité de fonds fédéraux Coamo à l'exécuteur testamentaire de la succession de Mme Euphrosyne (Sisita) Cianchini, veuve. Santiago. Le prix de vente de 140 000 US $ inclus les meubles et objets. Son propriétaire, Don Clotilde Santiago, était un riche propriétaire terrien et marchand et membre du Conseil provincial (équivalent au Cabinet du gouverneur actuel).
Le musée a ouvert en 1979, contient une foule d'objets de la collection privée de Don Ramón Rivera Bermudez, historien Coamo, également des meubles d'origine de la vieille maison. Autres objets du musée ont été donnés par Philippe Monerau, fils adoptif du compositeur José Ignacio Quinton, famille et compositeur populaire Bobby Hood.
Le musée est resté intacte, avec son mobilier d'origine, salon, salle à manger, chambre double, salle de bains et cuisine. D'autres chambres ont été rénovées en salles d'exposition. Beaucoup de beaux objets de la maison ont été apportés de l'Espagne, l'Italie et le Moyen-Orient par Don Florencio Santiago (fils de Don Clotilde) et sa femme Dona Sisita Cianchini.
Les salons et salles à manger sont meublées avec de beaux meubles de style élisabéthain acajou et le cèdre néo-classique, les Portoricains faites par des ébénistes. La salle contient une belle lampe et quatre grands tableaux représentant les quatre saisons, apportés d'Espagne au début du XXe siècle, ainsi que le buste de Don Florencio par le sculpteur italien A. Canessa. La chambre principale est un reflet fidèle de la dévotion religieuse du mariage Santiago-Cianchini comme plusieurs images et les peintures religieuses peuvent être vus dans cette salle.
Pour 1979, il a ouvert un musée dans Cuatricentenario Villa San Blas. Bâtiment conserve son style colonial original espagnol. Actuellement la construction et les reliques restent intacts.
Chapelles
Ermitage de la Valvanera -
Ermita de la Altagracia (1622-1820) - Père Noël migrants et patron de Saint-Domingue.

## Historique de la série de plaques
En 1979, la célébration du quatre centième de Coamo 15 plaques ont été dévoilées en marbre blanc qui sont placés dans différentes parties de la ville, principalement dans le quartier historique autour de l'église catholique et évidement carré. Ces plaques, avec votre message, identifier les sites, les événements et les personnages historiques les plus importants de la communauté.

## Memorial Foundation Coamo
C'est un beau monument construit en imitation granit et marbre noir et se trouve dans l'évidement carré presque en face de l'Église catholique. Il a ouvert le 15 juillet 1979, le jour de Cuatricentenario. Rappelez-vous l'histoire des débuts de la fondation de Coamo en 1579, les fondateurs, les coameños autochtones et la proclamation éventuelle des personnes que Villa en 1778.
Dans la structure du monument il y a une boîte à secrets où les messages des autorités municipales, des institutions et des dirigeants locaux, des portraits, des livres et des «souvenirs» de Coamo 1979 ont été placés. L'urne sera ouverte à l'année 2079, c'est-à-répondre coamo fondée 500 ans.

## Obélisques
Deux obélisques historiques s'élèvent à Falls secteur sur l'autoroute 14, km 34,5 dans la mémoire des agents tué en combattant les troupes espagnol nord-américains dans la guerre hispano-américaine, le 9 août 1898. Commandant Rafael Martínez Illescas, chef de la les troupes espagnoles en Coamo déjeunaient à la maison du maire (maintenant la maison-musée) quand un soldat pour briser les nouvelles que les Américains avaient envahi le Los Llanos de Coamo arrivé. Illescas a quitté rapidement pour accomplir leur devoir.
À donné l'alerte à ses troupes et a commencé un retrait tactique à Aibonito mais a été soudainement pris dans une embuscade hors Coamo pour le mouvement de flanc des Américains. Bien que les Espagnols ont défendu la valeur qui caractérise terizaba, ne pouvait rien contre l'incendie supériorité des Américains. Illescas est tombé mortellement blessé, également capitaine Frutos López qui lui succéda à la tête et trois soldats. Ensuite, la reddition des forces espagnoles est venu: cinq officiers et 162 soldats ont été faits prisonniers.

## L'Église catholique
Sa construction a commencé au cours de la première moitié du XVIIe siècle, fin construction en 1784. Leur architecture, Hispano style baroque tardif avec des influences des XVIIe et XVIIIe siècles. Le balcon de chœur de la poutre avant a une inscription qui lit le nom l'employeur qui fait la construction, Estanislao Columbus, et l'année est terminée. L'atrium et treillis autour du bâtiment ont été construits dans les années 1890. Plantarectangular L'église, à nef voûtée centrale et deux bas-côtés qui continuent jusqu'à sacristies des deux côtés du chœur. La meilleure moitié avec la lanterne aveugle recouvrant la chapelle se trouve sur le rectangle de la même chapelle. La façade est trace mixtilignes. La corniche de la façade est en continuité avec les côtés et est surmontée de vases et de pinacles. L'air conditionné a été installé au début du XXIe siècle.